# Hulbert-Bramley
Booth en Hulbert-Bramley zijn Britse historische merken van motorfietsen van dezelfde fabrikant.

## Booth
De bedrijfsnaam was: Booth Motor Co., Putney, London
In 1901 begon de firma Booth met de productie van motorfietsen met 2¾- en 3½pk-inbouwmotoren van De Dion-Bouton en Minerva. Men maakte de motorfietsen naar de wensen van de klanten, waaronder een damesmodel dat speciaal gebouwd werd voor een zekere Mrs. Hulbert.

## Hulbert-Bramley
De bedrijfsnaam was: Hulbert-Bramley Motor Co. Ltd., Putney, London.
In 1903 nam haar man, Frank Hulbert, met een Booth-motorfiets deel aan de ACU 1.000 Miles Trial, waar hij een andere deelnemer, S. Bramley Moore, ontmoette. Die nam in dat jaar de firma over en - met behoud van de bestaande modellen - werd de merknaam veranderd in "Hulbert-Bramley". Men leverde toen een 2pk-damesmodel, 2¾- en 4½pk-solomotoren en een 3½pk-forecar, allemaal met Minerva motoren, die in Londen bij Minerva Motors Ltd. geassembleerd werden. In 1905 stonden er alleen nog gewone solomotoren op het programma. Daarna gingen Hulbert en Bramley Moore uit elkaar en eindigde de motorfietsproductie.